# Herichthys carpintis
Espèce
Statut de conservation UICN

 LC  : Préoccupation mineure
Herichthys carpintis, le Cichlidé perlé ou Carpinte, est une espèce de poissons d'eau douce de la famille des Cichlidae. 

## Répartition
Herichthys carpintis est endémique du Mexique. Ce poisson est présent sur la façade Atlantique dans les bassins des ríos Pánuco et Soto La Marina et ce dans les eaux à fort courant ou calmes indifféremment.

## Description

### Morphologie
Herichthys carpintis peut mesurer jusqu'à 170 mm, queue non comprise. L'ensemble de son corps est parsemé d'une multitude de points bleu-vert brillants sur un fond noir à gris-vert. Les points brillants sont également présents sur les nageoires. C'est une espèce polymorphe, les mâles sont beaucoup plus grands que les femelles, et ils arborent de plus une énorme gibbosité frontale à l'âge adulte.
Confusion possible avec Herichthys cyanoguttatus, dont les points brillants sont de très petites tailles. De plus les mâles n'ont pas de gibbosité frontale bien marquée.

### Reproduction
Les individus atteignent la maturité sexuelle dès la taille de 10 cm. Ce sont des ovipares qui pondent sur substrat découvert.
Après la ponte, les parents adoptent une surprenante parure, la région de la tête s’éclaircit tandis que le reste du corps devient très sombre, presque noir. Cette région claire, en forme de triangle rectangle, est délimitée à la base, au niveau de la mâchoire inférieure et s'étend jusqu'au milieu du corps. Les parents la gardent tant qu'ils s'occupent des petits.
Les parents défendent et s'occupent de la ponte et des alevins. En grandissant les exemplaires juvéniles développent cinq ou six taches noires en série longitudinale sur la moitié postérieure du corps. Celles-ci peuvent s'étendre en une série de barres transversales chez les spécimens plus âgés.

## Aquariophilie
| Origine         | Mexique    | Eau           | Eau douce     |
| Dureté de l'eau | 9 à 20 °GH | pH            | 7,5 à 8,5     |
| Température     | 22 à 26 °C | Volume mini.  |               |
| Alimentation    | Carnivore  | Taille adulte | environ 25 cm |
| Reproduction    |            | Zone occupée  |               |
| Sociabilité     | Moyenne    | Difficulté    |               |

La maintenance de ce Cichlidé est facile mais nécessite cependant un aquarium suffisamment spacieux. En effet, le Carpinte est un gros poisson et il peut être relativement agressif, particulièrement en période de frai. En dehors du frai, s'il dispose d'assez de place pour se faire un territoire, il sera alors un pensionnaire agréable, vis-à-vis des poissons de la même taille que lui.
Le décor sera à base de graviers et de pierres, plus éventuellement des racines. Il faut veiller à ce que les différents poissons disposent de cachettes et que l'agencement facilite la délimitation de territoires. Les plantes seront le plus souvent malmenées, voir tout simplement arrachées, et ne sont envisageables que dans un grand espace, pour les espèces les plus solides.
Les paramètres de l'eau ne sont pas essentiels, cette espèce étant robuste. La nourriture des poissons doit être composée de chair de poisson maigre et de crevettes, moules, etc.

## Classification
Le nom valide complet (avec auteur) de ce taxon est Herichthys carpintis (Jordan & Snyder, 1899).
L'espèce a été initialement classée dans le genre Neetroplus sous le protonyme Neetroplus carpintis Jordan & Snyder, 1899,.
Herichthys carpintis a pour synonymes :
- Cichlosoma atromaculatum laurae Regan, 1908
- Cichlasoma carpinte (Jordan & Snyder, 1899)
- Cichlasoma carpintis (Jordan & Snyder, 1899)
- Cichlasoma laurae Regan, 1908
- Cichlosoma laurae Regan, 1908
- Neetroplus carpintis Jordan & Snyder, 1899

### Étymologie
Son épithète spécifique, carpintis, fait référence à sa localité type, la « lagune de Carpinte (es) », dans les environs de Tampico (État de Tamaulipas, Mexique).

### Publication originale
- (en) David Starr Jordan et John O. Snyder, « Notes on a collection of fishes from the rivers of Mexico, with description of twenty new species », Bulletin of the United States Fish Commission, Washington, Inconnu, vol. 19,‎ 1899, p. 115-147 (OCLC 1506338, lire en ligne).